# Staydom
Staydom es el segundo álbum sencillo del grupo femenino surcoreano StayC. Fue lanzado el 8 de abril de 2021 por High Up Entertainment y distribuido por Kakao M.

## Recepción

### Comentarios de la crítica
Sofiana Ramli de NME calificó el álbum como un regreso «listo para el verano» en el que STAYC alcanza todas las notas adecuadas. También notó que el álbum mostró el rango de las integrantes del grupo.

## Lista de canciones
| Staydom |                                              |                                   |          |  |
| N.º     | Título                                       | Productor(es)                     | Duración |  |
| 1.      | «ASAP»                                       | Black Eyed Pilseung Jeon Goon     | 3:13     |  |
| 2.      | «So What»                                    | Black Eyed Pilseung Jeon Goon     | 2:58     |  |
| 3.      | «Love Fool» (사랑은 원래 이렇게 아픈 건가요) | Black Eyed Pilseung               | 3:38     |  |
| 4.      | «So Bad (Tak Remix)»                         | Black Eyed Pilseung Jeon Goon Tak | 3:05     |  |
| 12:56   |                                              |                                   |          |  |

## Posicionamiento en listas
| Lista (2021) | Mejor posición                   | Mejor posición |
| ------------ | -------------------------------- | -------------- |
| Lista (2021) | Corea del Sur (Gaon Album Chart) | 9              |

| Lista (2021)                  | Mejor posición |
| ----------------------------- | -------------- |
| Corea del Sur (K-Pop Hot 100) | 9              |
| Corea del Sur (Gaon)          | 9              |

## Certificaciones y ventas
| País (organismo certificador) | Certificación        | Unidades certificadas/Ventas |        |
| ----------------------------- | -------------------- | ---------------------------- | ------ |
| País (organismo certificador) | Corea del Sur (KMCA) | —                            | 72 836 |

## Historial de lanzamiento
| País   | Fecha              | Formato                         | Distribuidora         |
| ------ | ------------------ | ------------------------------- | --------------------- |
| Varios | 8 de abril de 2021 | CD, descarga digital, streaming | High Up Entertainment |